# Сборная Катара по хоккею с шайбой
Сборная Катара по хоккею с шайбой представляет Катар на международных турнирах по хоккею с шайбой. Была принята в IIHF в 2012 году. На официальных турнирах не участвовала.

## История
Сборная Катара была принята в ИИХФ 18 мая 2012 года. В 2014 году сборная приняла участие в кубке Персидского залива, где заняла третье место.

## Достижения
- Кубок Персидского залива по хоккею с шайбой:
  - Бронзовый призёр (1)  : 2014